# Sztyepan Mailovics Marjanyan
Sztyepan Mailovics Marjanyan (oroszul: Степан Маилович Марянян; Gyinszkaja, 1991. szeptember 21. –) orosz kötöttfogású birkózó. A 2018-as birkózó-világbajnokságon aranyérmet nyert 63 kg-os súlycsoportban, szabadfogásban. A 2017-es birkózó világbajnokságon bronzérmet nyert 59 kg-os súlycsoportban. A 2015-ös Európa Játékokon aranyérmes lett 59 kg-os súlycsoportban.

## Sportpályafutása
A 2018-as birkózó-világbajnokságon a 63 kg-os súlycsoportban döntőbe jutott. A mérkőzést végül 8–3-ra nyerte.